# فرانسون
فرانسون (به انگلیسی: Françonne) رودخانهای است که در فرانسه جریان دارد.